# オーロラ (清春の曲)
『オーロラ』は、日本のロック歌手、清春のショートフィルム映像作品である。

## 概要
清春のソロデビュー作である。信藤三雄とのコラボレーション映像が収録されている。

## 収録曲
| 全作詞・作曲: 清春、全編曲: 三代堅。 |              |      |            |
| #                                    | タイトル     | 作詞 | 作曲・編曲 |
| 1.                                   | 「オーロラ」 | 清春 | 清春       |